# چمان (نکا)
چمان، روستایی است از توابع بخش مرکزی شهرستان نکا در استان مازندران ایران.روستای چمان در شمال غربی شهرستان نکا قرار دارد.مردمان روستای چمان اغلب قومیت طبری دارند و به زبان مازندرانی(طبری) سخن میگویند.قدمت روستای چمان به بیش از پانصد سال پیش باز میگردد. نام روستای چمان از واژه چمن برگرفته شده است.واین نام به منظور سرسبز بودن،پوشش گیاهی غنی و دشت های وسیع و خرم روستای چمان انتخاب شده است.روستای چمان از شمال به روستای حاجی محله،از جنوب به روستای نودهک،از شرق به روستای دوقانلو و از غرب به روستای زید علیا منتهی میشود.

## جمعیت
این روستا در دهستان قره‌طغان قرار دارد و براساس سرشماری مرکز آمار ایران در سال ۱۳۸۵، جمعیت آن ۵۰۷ نفر (۱۲۴خانوار) بوده‌است.
قابل توجه این که این تعداد جمعیت طی سی سال گذشته تقریباً ثابت بوده‌است.
این روستای زیبا با مردمان خون‌گرم یکی از بهترین روستاهای منطقه می‌باشد